# Cristopher Mercedes
Christopher Crisóstomo Mercedes (La Romana, 8 de marzo de 1994, hijo del difunto Cristóbal Crisóstomo y Norma Yris Mercedes) es un lanzador dominicano de béisbol profesional que jugó para los Yomiuri Giants en la Liga Japonesa Varias Temporadas, actualmente forma parte del equipo Chiba Lotte Marines en la Liga Japonesa.

## Carrera profesional

### Tampa Bay Rays
El 2 de julio de 2011, Mercedes firmó con la organización Tampa Bay Rays como agente libre internacional. Hizo su debut profesional con los Rays de la Liga Dominicana de Verano en el 2012, registrando un récord de 1-3 y efectividad de 3.66 en 14 juegos. Dividió la temporada 2013 entre los DSL Rays y los GCL Rays de nivel novato, lanzando a un récord acumulativo de 2-5 y efectividad de 3.83. Regresó a los GCL Rays en 2014, lanzando a un récord de 1-2 y efectividad de 3.24 con 11 ponches en 16.2 entradas de trabajo. Para la temporada 2015, Mercedes jugó para los Low-A Hudson Valley Renegades, registrando una efectividad de 2.85 en 18 apariciones. El 8 de octubre de 2015, Mercedes fue liberado por la organización de los Rays.

### Yomiuri Giants
El 5 de enero de 2017, Mercedes firmó con los Yomiuri Giants de la Liga Japonesa (NPB) como un jugador de escuadrón de desarrollo. Pasó el año con la granja y el equipo de los Giants, registrando una efectividad de 3.29 en 18 juegos.
El 8 de julio de 2018, Mercedes se agregó a la lista del equipo principal de Yomiuri. Hizo su debut en la NPB el 10 de julio como lanzador abridor contra los Tokyo Yakult Swallows, y lanzó 5.0 entradas sin anotaciones en su camino hacia la victoria. Terminó su temporada de novato con un récord de 5-4 y efectividad de 2.05 en 13 juegos. Para la temporada 2019, Mercedes lanzó en 22 juegos para Yomiuri, registrando un récord de 8-8 y efectividad de 3.52 con 107 ponches en 138.1 entradas de trabajo. En 2020, Mercedes registró un récord de 4-4 y 3.10 de efectividad en 11 apariciones antes de que terminara su temporada después de someterse a una cirugía para limpiar su codo izquierdo.

## Carrera internacional
El 8 de julio de 2021, Mercedes fue incluido en la lista olímpica de la selección nacional de béisbol de República Dominicana para los Juegos Olímpicos de verano de 2020 (disputados en 2021). Comenzó para el equipo en su primer juego contra Japón, permitiendo 1 carrera limpia en 6 entradas sin decisión.